# Lareiga rufofemorata
Lareiga rufofemorata är en stekelart som beskrevs av Cameron 1903. Lareiga rufofemorata ingår i släktet Lareiga och familjen brokparasitsteklar. Utöver nominatformen finns också underarten L. r. burmae.